# Катанија (округ)
Округ Катанија (итал. Provincia di Catania) је округ у оквиру покрајине Сицилија у јужном Италији. Седиште округа и највеће градско насеље је истоимени град Катанија.
Површина округа је 3.553 км², а број становника 1.081.915 (2008. године).

## Природне одлике
Округ Катанија чини источни део острва и историјске области Сицилија. Он се налази у југозападном делу државе, са изласком на Јонско море на истоку. Уз море се налази плодан и густо насељен приморски део, који се у јужном делу округа шири у праву равницу - Катанијска равница. Северозападну половину округа чини најпознатији европски вулкан Етна, уједно и највиша планина на острву. Вековно таложење лаве и њено претварање у плодно тле омогућило је велику густину насељености и на падинама овог вулкана.

## Становништво
По последњим проценама из 2008. године у округу Катанија живи преко милион становника. Густина насељености је велика, преко 300 ст/км². Приморски делови округа су знатно боље насељени, посебно око града Катаније. Планински део је ређе насељен и слабије развијен.
Поред претежног италијанског становништва у округу живе и известан број досељеника из свих делова света.

## Општине и насеља
У округу Катанија ји 58 општина (итал. Comuni).
Најважније градско насеље и седиште округа је град Катанија (298.000 ст.) у источном делу округа. Други по величини је град Аћиреале (53.000 ст.) у североисточном делу округа.